# Schulterblatt
Das Schulterblatt (lateinisch die Scapula) bildet beim Menschen den hinteren, bei Tieren den oberen Teil des knöchernen Schultergürtels. Es handelt sich beim Menschen und den übrigen Säugetieren um einen platten, dreieckigen Knochen. Bei Vögeln ist er schmal und säbelförmig.
Er dient der Befestigung eines Armes (einer Vordergliedmaße bei Vierbeinern, eines Flügels bei Vögeln) sowie als Muskelursprung und -ansatz.
Die Verbindung zum Brustkorb erfolgt rein muskulös (sogenannte Synsarkose, von griechisch syn ‚zusammen‘, sarkos ‚Fleisch‘).
Zu Oberarmknochen (Humerus) und Schlüsselbein (Clavicula) – bei Vögeln auch zum Coracoid – besteht eine gelenkige Verbindung.
Sie dient der Stabilisation des Schultergelenks und passt sich dank ihrer Verschieblichkeit den Oberarmbewegungen an. Bei Schlachttieren wird das Schulterblatt gewerbsmäßig auch als „Schaufelknochen“ bezeichnet.

## Flächen

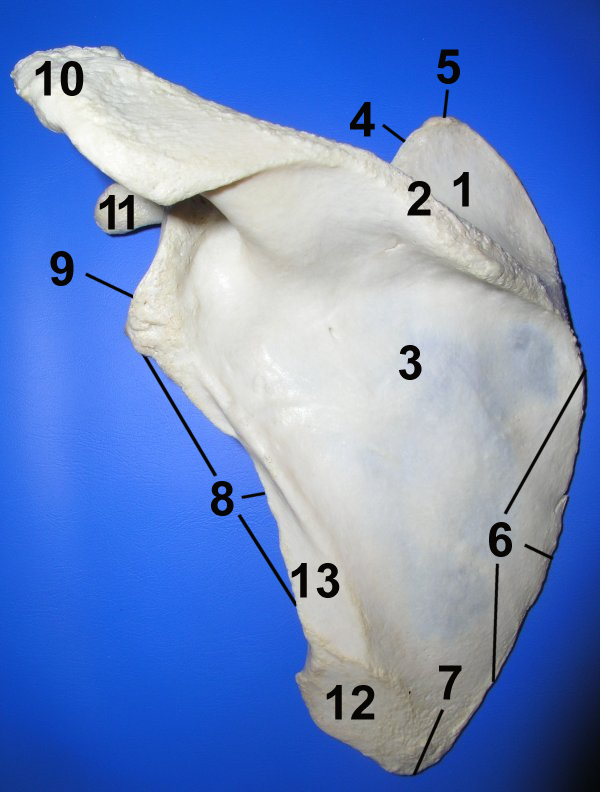
Linkes Schulterblatt, Facies dorsalis
1 Fossa supraspinata, 2 Spina scapulae, 3 Fossa infraspinata, 4 Margo superior, 5 Angulus superior, 6 Margo medialis, 7 Angulus inferior, 8 Margo lateralis, 9 Angulus lateralis, 10 Acromion, 11 Processus coracoideus, 12 Ursprungsfläche des Musculus teres major, 13 Ursprungsfläche des Musculus teres minor

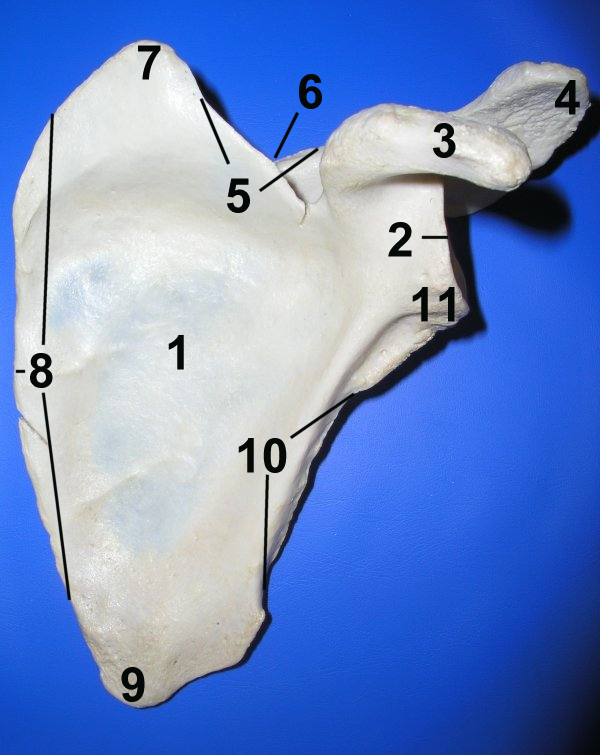
Linkes Schulterblatt, Facies ventralis
1 Fossa subscapularis, 2 Angulus lateralis mit Cavitas glenoidalis, 3 Processus coracoideus, 4 Acromion, 5 Margo superior, 6 Incisura scapulae, 7 Angulus superior, 8 Margo medialis, 9 Angulus inferior, 10 Margo lateralis, 11 Tuberculum infraglenoidale

### Facies dorsalis
Die Rückenfläche (Facies dorsalis) des Schulterblatts (bei Tieren als Seitenfläche – Facies lateralis – bezeichnet) wird durch die Schulterblattgräte (Spina scapulae) in zwei Gruben unterteilt: die kleinere Fossa supraspinata und die größere Fossa infraspinata. In der Fossa supraspinata liegt der Ursprung des gleichnamigen Musculus supraspinatus. Die unterhalb der Spina gelegene Fossa infraspinata wird zum größten Teil vom Musculus infraspinatus bedeckt, der in den zur Mitte gelegenen zwei Dritteln der Grube seinen Ursprung hat. Seitlich davon liegt der Ursprung des Musculus teres major und des Musculus teres minor.

### Facies ventralis (costalis)
Die bauchseitige, den Rippen zugewandte Fläche (Facies ventralis bzw. costalis) des Schulterblatts zeigt eine ausgedehnte konkave Grube, die Fossa subscapularis. Die zur Mitte hin gelegenen zwei Drittel dieser Grube werden durch schräg verlaufende Knochenkämme bestimmt, die dem Ursprung des Musculus subscapularis dienen. Die Fossa subscapularis wird am unteren (Angulus inferior) und oberen  Schulterblattwinkel (Angulus superior, Syn. Angulus medialis) vom Innenrand (Margo medialis) getrennt durch glatte dreieckige Areale. Sie werden bei Tieren als Facies serrata bezeichnet und dienen dem Ansatz des Musculus serratus anterior.

## Ränder

### Margo superior
Der obere Rand (Margo superior) ist beim Menschen der kürzeste Rand des Schulterblatts. Er verläuft vom Angulus superior bis zur Basis des Processus coracoideus (lat.: Rabenschnabelfortsatz). Bei Tieren ist er dagegen deutlich länger und zeigt nach vorn, weshalb er als Vorderrand (Margo cranialis) bezeichnet wird. An der Margo superior/cranialis liegt der deutliche Schulterblatteinschnitt (Incisura scapulae), der beim Menschen von einem Band – dem Ligamentum transversum scapulae superius – überspannt wird. Durch diesen Einschnitt zieht der Nervus suprascapularis. Der angrenzende Teil der Margo superior dient als Ansatz des Musculus omohyoideus.

### Margo lateralis (axillaris)
Der seitliche Rand (Margo lateralis) ist von allen drei Rändern des Schulterblatts am massivsten. Er beginnt am Unterrand der Gelenkfläche des Schulterblatts (Cavitas glenoidalis) und endet am unteren Schulterblattwinkel (Angulus inferior). Direkt unterhalb der Cavitas glenoidalis liegt eine kleine raue Erhebung, das Tuberculum infraglenoidale. Hier hat der lange Kopf (Caput longum) des Musculus triceps brachii seinen Ursprung.
Bei Tieren ist dieser Rand nach hinten gerichtet und wird daher als Hinterrand (Margo caudalis) bezeichnet. Hier entspringen das Caput longum des Musculus triceps brachii, Musculus teres major und minor sowie der Unterarmfaszienspanner (Musculus tensor fasciae antebrachii).

### Margo medialis (vertebralis)
Die zur Körpermitte bzw. Wirbelsäule gelegene Margo medialis ist beim Menschen der längste Rand des Schulterblatts. Sie zieht vom Angulus medialis zum Angulus inferior. Bei Tieren ist sie dem Rücken zugewandt  (Margo dorsalis) und der kürzeste der drei Ränder.
An der Margo medialis/dorsalis setzen zahlreiche Muskeln an, unter anderem der Musculus rhomboideus major, der Musculus rhomboideus minor und der Musculus serratus anterior.

## Winkel

### Angulus superior (Angulus medialis)
Der obere Schulterblattwinkel (Angulus superior, Syn. Angulus medialis) entsteht durch das Zusammentreffen von Margo medialis und Margo superior. Er ist dünn, glatt und abgerundet und dient einigen Faserzügen des Musculus levator scapulae als Ansatz.
Bei Tieren wird er als vorderer Schulterblattwinkel (Angulus cranialis) bezeichnet und liegt am Zusammentreffen von Vorder- und Rückenrand.

### Angulus inferior
Der untere Schulterblattwinkel (Angulus inferior) entsteht durch das Zusammentreffen von Margo medialis und Margo lateralis. Er ist dick und rau. Seine rückenseitige Fläche dient als Ursprung für den Musculus teres major und einige Faserzüge des Musculus latissimus dorsi.
Bei Tieren zeigt dieser Winkel nach hinten und wird als Angulus caudalis bezeichnet.

### Angulus lateralis
Der seitliche Schulterblattwinkel (Angulus lateralis) ist der massivste Teil des Schulterblatts und wird auch als „Schulterkopf“ bezeichnet. Bei Tieren zeigt er nach unten und wird Angulus ventralis genannt. Hier liegt eine flache, knorpelbedeckte Gelenkpfanne, die Cavitas glenoidalis, die mit dem Kopf des Oberarmknochens das Schultergelenk bildet.

## Prominente Strukturen

### Spina scapulae
Die Schultergräte (Spina scapulae) ist eine kompakte, quer über die Rückenfläche des Schulterblatts laufende Knochenleiste, die das Schulterblatt in die Fossa supraspinata und die Fossa infraspinata teilt. Sie beginnt relativ flach an der Margo medialis mit einer glatten dreieckigen Fläche, über die der Ansatz des kaudalen Anteils des Musculus trapezius gleitet. Auf ihrem Weg zur Seite hin gewinnt die Gräte an Höhe und endet im Acromion, welches das Schultergelenk überdacht. Lediglich bei Pferden läuft die Schultergräte flach aus. Bei Schweinen trägt die Schultergräte in der Mitte eine deutliche Verdickung (Tuber spinae scapulae).
Am oberen Teil der Spina setzt der Musculus trapezius an, im unteren Teil der Musculus deltoideus.

### Processus coracoideus

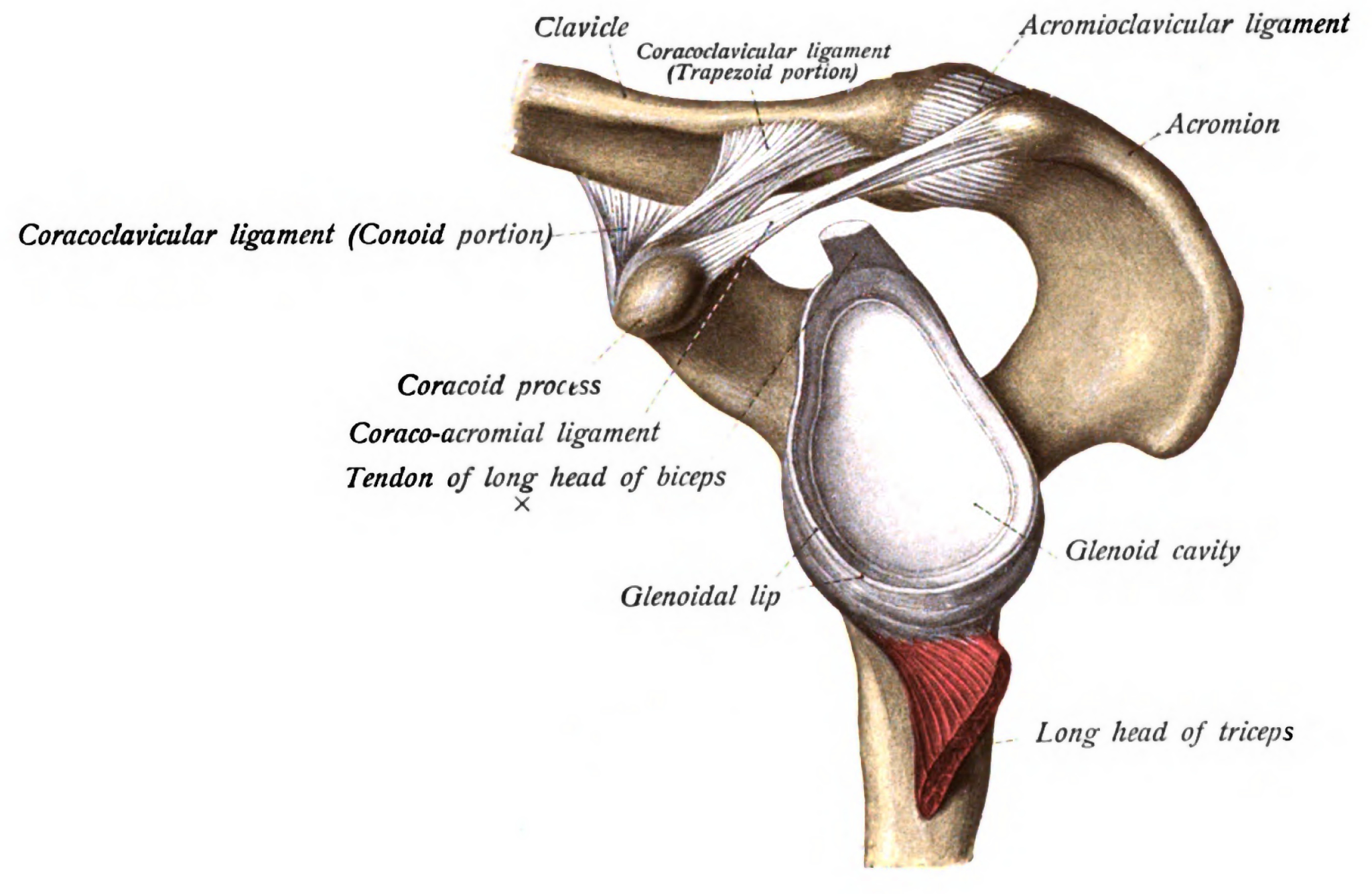
Teil des linken Schlüsselbeins (links oben) und des linken Schulterblatts eines Menschen von der linken Körperseite her gesehen. In der Mitte die Pfanne des Schultergelenks (Glenoid), links darüber der Rabenschnabelfortsatz, rechts oben das Akromion.

Der Rabenschnabelfortsatz (Processus coracoideus oder Processus coracoides) ist ein starker hakenförmig gebogener Knochenfortsatz des Schulterblatts. Er entspringt kopfwärts des Schulterblattkopfs und zieht zunächst nach Richtung Kopf und Körpermitte, um dann nach bauch- und seitwärts zu schwenken. Auf seinem Weg verjüngt er sich. Am Processus coracoideus entspringen der kurze Kopf (Caput breve) des Musculus biceps brachii und der Musculus coracobrachialis. Des Weiteren setzen hier der kleine Brustmuskel (Musculus pectoralis minor) sowie diverse Bänder an.
Der Processus coracoideus der Säugetiere ist ein Rudiment des Rabenbeins (Os coracoideum), das bei Vögeln noch der kräftigste Knochen des Schultergürtels ist.

### Acromion
Die Schulterhöhe oder Gräteneck (Acromion, griechisch für ,Schulterknochen‘, auch Akromion) geht aus der Schultergräte hervor und bildet beim Menschen den höchsten Punkt des Schulterblatts. 
Die obere Fläche (Facies superior) ist aufgeraut und dient wie auch der seitliche Rand des Acromions als Ursprung für den Musculus deltoideus. Hier liegt der Knochen direkt unter der Haut und kann als anatomischer Bezugspunkt palpiert werden. Am zur Mitte gelegenen Rand des Acromions liegt bei Säugetieren mit Schlüsselbein eine kleine ovale Fläche, die die Gelenkverbindung zu diesem herstellt. Dieses Gelenk wird als Schultereckgelenk (Articulatio acromioclavicularis) bezeichnet. Das Acromion dient der Pars acromialis musculi deltoidei als Ursprung.
Das Acromion ist bei auch bei vielen anderen Säugetieren, wie Hunden, Katzen und Wiederkäuern, ausgebildet, während es bei Pferden und Schweinen fehlt. Bei Raubtieren (z. B. Hund, Katze) ist das Acromion zum Processus hamatus verbreitert. Bei Katzen und Hasenartigen besitzt der Processus hamatus zudem einen nach kaudal gerichteten, hakenförmigen Fortsatz (Processus suprahamatus). Diese Strukturen dienen als Ursprung für den M. deltoideus bzw. seiner Pars acromialis.

### Cavitas glenoidalis
Die Schulterblattgelenkpfanne (Cavitas glenoidalis von lat. cavitas ,Höhlung‘ und gleno- ,Gelenkpfanne‘) ist eine knorpelüberzogene, ovale Gelenkpfanne, deren vertikaler Durchmesser größer ist als der horizontale. Sie bildet zusammen mit dem Kopf des Oberarmknochens das Schultergelenk. Sie wird von einer Pfannenlippe, dem Labrum glenoidale umgeben, welches die Gelenkpfanne vertieft. Oberhalb der Gelenkpfanne liegt die Schulterbeule, Tuberculum supraglenoidale. Hier hat das Caput longum des Musculus biceps brachii seinen Ursprung. Unterhalb der Gelenkpfanne liegt ebenfalls ein knöchernes Höckerchen, das Tuberculum infraglenoidale.